# Dolichocephala
Dolichocephala is een geslacht van insecten uit de familie van de dansvliegen (Empididae), die tot de orde tweevleugeligen (Diptera) behoort.

## Soorten
- D. argus Melander, 1928
- D. austriaca Vaillant, 1968
- D. bartaki Wagner, 1998
- D. basilicata Wagner, 1995
- D. bellstedti Joost, 1985
- D. cavatica (Becker, 1889)
- D. cretica Wagner, 1995
- D. guttata (Haliday, 1833)
- D. irrorata (Fallen, 1815)
- D. oblongoguttata (Dale, 1878)
- D. ocellata (Costa, 1854)
- D. thomasi Wagner, 1983
- D. vaillanti Wagner, 1995
- D. zwicki Wagner, 1995